# Paratanakia
Genre
Paratanakia est un genre de poissons téléostéens de la famille des Cyprinidae et de l'ordre des Cypriniformes. Le genre Paratanakia est monotypique, c'est-à-dire qu'il n'est composé que d'une seule espèce, Paratanakia himantegus si on considère P. h. chii et P. h. himantegus comme des sous-espèces. Cette espèce se rencontre en Chine et à Taiwan.

## Liste des espèces
Selon Chang, C.-H., Li, F., Shao, K.-T., Lin, Y.-S., Morosawa, T., Kim, S., Koo, H., Kim, W., Lee, J.-S., He, S., Smith, C., Reichard, M., Miya, M., Sado, T., Uehara, K., Lavoué, S., Chen, W.-J. & Mayden, R.L. (2014) :
- Paratanakia himantegus Günther, 1868[1]

Selon FishBase (10 mai 2023) :
- Paratanakia chii (Miao, 1934)
- Paratanakia himantegus (Günther, 1868)